# 奇爾諾梅利

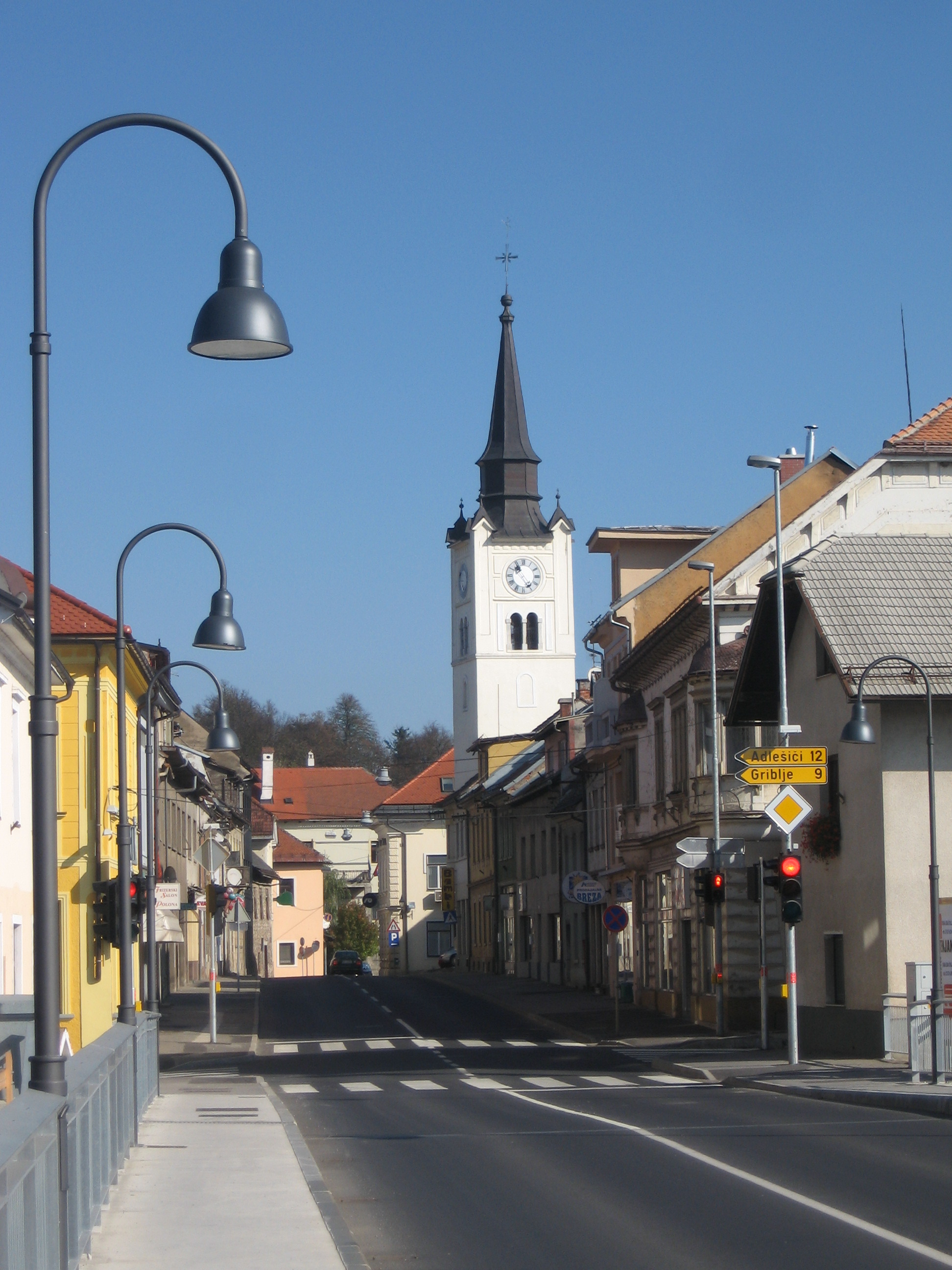

奇爾諾梅利（發音：[tʃəɾˈnoːməl] ⓘ），是斯洛文尼亞東南部奇爾諾梅利市鎮内的城鎮，位於庫帕河畔，距離與克羅地亞接壤的邊境2公里，面積339.7平方公里，該地區自青銅時代晚期有人類居住，2002年人口14,580。

## 外部連結
- Črnomelj on Geopedia（页面存档备份，存于）
- Črnomelj municipality site（页面存档备份，存于）